# 雅克·普蘭
雅克·普蘭（法語：Jacques Poulin，1937年9月23日—），加拿大小說家，其小說的風格為寧靜和描寫人的內心活動。
普蘭生于加拿大魁北克的圣热代翁，曾在魁北克城的拉瓦尔大学學習心理學和藝術。他最初的工作是商業翻譯，后來，成為學院里的指導顧問。在他的第二部小說《吉米》取得成功之后，他才決定全身心去寫作。普蘭已經寫了11部小說，其中大多數由希拉·菲施曼翻譯成英文，由Cormorant Books公司出版發行。
普蘭在巴黎生活了15年，但現在生活在魁北克。
普蘭的《大眾車藍調》提名為加拿大廣播公司2005年度大加拿大“好讀物大獎'”（Canada Reads）的候選作品。最終獲得該年度桂冠的是作家及加拿大国家图书馆暨档案馆館員罗克·卡里耶。

## 獲獎和榮譽
- 1978年因其小說《春天浪潮》（Les grandes marées）獲該年度總督獎。
- 1984年其小說《大眾車藍調》（Volkswagen Blues）獲該年度總督獎提名。
- 1989年其小說《藍先生》（Le Vieux Chagrin）獲得該年度總督獎提名；獲得魁北克-巴黎獎（英语：Prix Québec-Paris）。
- 1990年《藍先生》獲魁北克文學院（英语：Académie des lettres du Québec）的莫里森獎（英语：Prix Ringuet）。
- 1995年獲魁北克政府的阿塔纳斯·达维德奖（英语：Prix Athanase-David）。
- 2000年獲加拿大国家艺术委员会（英语：Canada Council for the Arts）的莫里森獎（英语：Molson Prize）。
- 2008年獲吉勒·科贝伊奖。

## 著作書目
- 《吉米》（ "Jimmy" ）三部曲：
  - Mon cheval pour un royaume — 1967 （英文版譯作 My Horse for a Kingdom）
  - 《吉米》（Jimmy） — 1969 （英文版 Jimmy）
  - 《藍鯨之心》（Le cœur de la baleine bleue） — 1970 （英文版 The Heart of the Blue Whale）
- 《春天浪潮》（Les grandes marées） — 1978 （英文版Spring Tides，由希拉·菲施曼（英语：Sheila Fischman）翻譯，Archipelago Books（英语：Archipelago Books）出版，2007）
- 《大眾車藍調》（Volkswagen Blues） — 1984 （英文版 Volkswagen Blues）
- 《做個好夢》（Faites de beaux rêves） — 1974 （無英文版）
- 《藍先生》（Le Vieux Chagrin） — 1989 （英文版 Mr. Blue）
- 《秋天回來了》（La tournée d'automne） — 1993 （英文版 Autumn Rounds）
- 《野貓》Chat sauvage — 1998 （英文版 Wild Cat）
- 《米斯塔西尼的蓝眼睛》（Les yeux bleus de Mistassini） — 2002 （英文版 My Sister's Blue Eyes）
- 《翻譯是愛情故事》（La traduction est une histoire d'amour） — 2006 （英文版Translation is a Love Affair，由希拉·菲施曼翻譯，Archipelago Books出版，2009）
- 《英語不是一個神奇的語言》（L'Anglais n'est pas une langue magique） — 2009 （尚無英文版）
- 《莎省人》（L'Homme de la Saskatchewan） — 2011 （尚無英文版）

## 也參見
- 法裔加拿大作家列表（英语：List of French-Canadian writers）

## 外部連結
- Prix Athanase-David 1995 announcement （页面存档备份，存于） （法文）
- Author page on Canada Reads 2005 （页面存档备份，存于）
- Critical bibliography (Auteurs.contemporain.info) （法文）
- Jacques Poulin entry in The Canadian Encyclopedia （页面存档备份，存于）